# Igor Sacharow
Igor Konstantynowicz Sacharow, ros. Игорь Константинович Сахаров (ur. 4 sierpnia?/17 sierpnia 1912 w Saratowie, zm. 1977 w Australii) – rosyjski emigrant, zastępca dowódcy Rosyjskiej Narodowej Armii Ludowej, a następnie gwardyjskiego batalionu ROA, dowódca 1604 pułku grenadierów 699 Brygady Grenadierów, a następnie 4 pułku piechoty 1 Dywizji Sił Zbrojnych Komitetu Wyzwolenia Narodów Rosji podczas II wojny światowej, antykomunistyczny działacz polityczny.

## Życiorys
Był synem gen. Konstantina W. Sacharowa, dowodzącego w okresie wojny domowej w Rosji wojskami białych na wschodnim froncie. W 1923 r. jego rodzina zamieszkała w Berlinie. W latach 30. służył w armiach Argentyny, Urugwaju i Chin. Od 1936 r. uczestniczył w wojnie domowej w Hiszpanii po stronie frankistów, dochodząc do stopnia pułkownika (najwyższego, jaki mógł osiągnąć cudzoziemiec). W latach 1939–1940 ponownie mieszkał w Berlinie. W 1941 r. zmarł jego ojciec, któremu przed śmiercią przyrzekł dożywotnią walkę z bolszewizmem. Od wiosny 1942 r. pełnił w stopniu pułkownika funkcję zastępcy dowódcy Rosyjskiej Narodowej Armii Ludowej. W ramach operacyjnej grupy RNNA uczestniczył w walkach pod Dorohobużem z Armią Czerwoną. Jesienią 1942 r. został odesłany do Berlina w związku z przejęciem dowództwa nad RNNA przez niemieckich oficerów. W kwietniu 1943 r. został zastępcą dowódcy gwardyjskiego batalionu ROA w Pskowie. Brał udział w walkach z partyzantami. 
W lipcu tego roku ponownie wezwano go do Berlina, gdzie objął funkcję operacyjnego adiutanta gen. Andrieja Własowa kolaborującego z Niemcami. Towarzyszył mu w czasie rozmów z Heinrichem Himmlerem prawą ręką Hitlera, w sprawie utworzenia armii rosyjskiej walczącej po stronie reżimu III Rzeszy. Rozmowy miały miejsce 16 września 1944 r. w kwaterze Himmlera w Großgarten. W styczniu 1945 r. sformował samodzielny rosyjski oddział przeciwpancerny, na czele którego od lutego walczył z Armią Czerwoną nad Odrą. W tym samym miesiącu objął dowództwo 1604 pułku grenadierów w składzie 699 Brygady Grenadierów w Danii. W kwietniu 1945 r. został dowódcą 4 pułku piechoty 1 Dywizji Sił Zbrojnych Komitetu Wyzwolenia Narodów Rosji. Brał udział w walkach z Niemcami w ramach powstania praskiego. Po rozwiązaniu dywizji przedostał się na obszary Rzeszy zajęte przez Amerykanów. Uniknął repatriacji do ZSRR jako emigrant. Do 1946 r. działał na rzecz ratowania Rosjan, którzy w czasie wojny kolaborowali z Niemcami, przed wydaniem ich w ręce Sowietów. W jednym z obozów wraz z grupą takich Rosjan zabarykadował się w baraku i wywiesił czarną flagę, oznaczającą masową infekcję. Dzięki temu sowiecka komisja repatriacyjna nie zabrała ich. W 1946 r. zamieszkał w Bawarii. Zaangażował się w działalność emigracyjnych rosyjskich organizacji antykomunistycznych. Był jednym z założycieli i głównych działaczy Związku Flagi Andriejewskiej, a w 1950 r. – Komitetu Zjednoczonych Własowców.
Na początku lat 50. przeniósł się do Australii, gdzie w 1977 r. zginął w wypadku samochodowym.